# Rhinotropis cornuta
Rhinotropis cornuta är en jungfrulinsväxtart som först beskrevs av Albert Kellogg, och fick sitt nu gällande namn av J.R.Abbott. Rhinotropis cornuta ingår i släktet Rhinotropis och familjen jungfrulinsväxter. Inga underarter finns listade i Catalogue of Life.